# چارلی کریک
چارلی کریک (انگلیسی: Charlie Crickmore; ۱۱ فوریهٔ ۱۹۴۲ – ۰ اکتبر ۲۰۱۸) بازیکن فوتبال اهل بریتانیا بود.
از باشگاه‌هایی که در آن بازی کرده‌است می‌توان به باشگاه فوتبال ای‌اف‌سی بورنموث اشاره کرد.